# Сантос Лагуна
«Сантос Лагуна» (ісп. Club Santos Laguna) — мексиканський футбольний клуб із міста Торреон (штат Коауїла).

## Історія
Заснований 4 вересня 1983 року при підтримці Мексиканського інституту соціального страхування в штаті Дуранго. З сезону 1988/89 грає у вищому дивізіоні мексиканського чемпіонату. У фіналі зимового чемпіонату 1996 року перемогла «Некаксу» і здобула свій перший трофей. За перші десять років 21 століття «Лагуна» виграла два чемпіонати та в 2004 дійшла до 1/8 Кубка Лібертадорес.
У рейтингу найкращих клубів світу за версією IFFHS на 1 травня 2012 клуб посідає 44-те місце.
У фіналі клаусури 2012 року «Сантос Лагуна» переграв «Монтеррей». Обидві команди в цьому році грали і у фіналі ліги чемпіонів, але там сильнішим виявився суперник.

## Титули та досягнення
- Фіналіст ліги чемпіонів КОНКАКАФ (2): 2012, 2013
- Чемпіон Мексики (5): 1996 (З), 2001 (Л), 2008 (К), 2012 (К), 2015 (К)
- Віце-чемпіон Мексики (5): 1994, 2000 (Л), 2010 (Б), 2010 (А), 2011 (А)

## Тренери-переможці
| Тренер           | Кількість | Виграні трофеї             |
| ---------------- | --------- | -------------------------- |
| Альфредо Тена    | 1         | Чемпіонат Мексики 1996 (З) |
| Фернандо Кірарте | 1         | Чемпіонат Мексики 2001 (Л) |
| Даніель Гусман   | 1         | Чемпіонат Мексики 2008 (К) |
| Бенхамін Галіндо | 1         | Чемпіонат Мексики 2012 (К) |

## Найкращі бомбардири «Сантос Лагуни» в чемпіонаті
| Футболіст      | Голи | Сезони               |
| -------------- | ---- | -------------------- |
| Харед Боргетті | 189  | 1996-2004            |
| Матіас Вуосо   | 94   | 2003-2006, 2007—2010 |

## Найкращі бомбардири чемпіонату Мексики
| Футболіст          | Кіл. | Сезони                               |
| ------------------ | ---- | ------------------------------------ |
| Харед Боргетті     | 2    | 2000 (З) 17 голів, 2001 (Л) 13 голів |
| Матіас Вуосо       | 2    | 2005 (К) 15 голів, 2005 (А) 11 голів |
| Габріель Кабальєро | 1    | 1997 (Л) 12 голів                    |
| Крістіан Бенітес   | 1    | 2010 (А) 14 голів                    |

## Найвідоміші гравці
- Рамон Рамірес (1990—1994) — півзахисник, за збірну 121 матч (15 голів).
- Бенхамін Галіндо (1994—1997) — півзахисник, за збірну 65 матчів (28 голів).
- Мігель Еспанья (1995—2001) — півзахисник, за збірну 81 матч (2 голи)
- Харед Боргетті (1996—2004) — нападник, за збірну 89 матчів (46 голів).
- Мауро Каморанезі (1996—1997) — чемпіон світу 2006.
- Адріан Мартінес (1998—2003, 2004—2005) — воротар, провів за клуб понад 200 матчів.
- Ектор Альтамірано (1998—2005) — захисник, за збірну 18 матчів (4 голи).
- Родріго Руїс (1999—2006, 2010—2011) — нападник, за збірну Чилі 7 матчів (1 гол).
- Денис Каніса (2001—2005) — захисник, за збірну Парагваю 100 матчів (1 гол).
- Матіас Вуосо (2003—2006, 2007—2010) — нападник, за збірну Мексики 9 матчів (4 голи).
- Освальдо Санчес (2007—2012) — воротар, за збірну 99 матчів.
- Хуан Родрігес (2007—2012) — півзахисник, за збірну 43 матчі (1 гол).
- Карлос Кінтеро (2007—2012) — нападник, за збірну Колумбії 11 матчів (1 гол).
- Фернандо Арсе (2008—2011) — півзахисник, за збірну 42 матчі (7 голів).